# 연동연대
연동연대(淵洞淵臺)는 대한민국 제주특별자치도 서귀포시 서호동에 있는 연대이다. 1996년 7월 18일 제주특별자치도의 기념물 제23-10호로 지정되었다.

## 개요
연대는 횃불과 연기를 이용하여 정치·군사적으로 급한 소식을 전하던 통신수단을 말한다. 봉수대와는 기능면에서 차이가 없으나 연대는 주로 구릉이나 해변지역에 설치되었고 봉수대는 산 정상에 설치하여 낮에는 연기로 밤에는 횃불을 피워 신호를 보냈다.
제주목 정의현 서귀진에 소속되었던 연동연대는 서귀포시 서호동 해안에서 100m 떨어진 북쪽 능선마루에 자리잡고 있다. 연대의 돌들이 많이 무너져 있는데, 남아 있는 높이는 2.4m이다.
횃불과 연기로 평상시에는 1개, 수상한 배가 나타나면 2개, 육지로 가까이 접근하면 3개, 육지에 침범하면 4개, 전투가 시작되면 5개를 올렸다고 한다. 연동연대는 범성과 마주보고 있으며, 문섬과 써근섬까지 관측할 수 있었고 동쪽으로 삼매양봉수, 서쪽으로 변수연대와 신호를 주고 받았다.

## 참고 문헌
- 연동연대 - 국가유산청 국가유산포털